# Lucyna Arska
Lucyna Arska właśc. Lucyna Regina Adrjańska (ur. 7 listopada 1933 w Warszawie, zm. 27 marca 2021 tamże) – polska piosenkarka i aktorka.

## Życiorys
Ukończyła Liceum Sztuk Plastycznych i Państwową Średnią Szkołę Muzyczną w Warszawie, zaś dyplom artystki estradowej uzyskała przed komisją dla eksternów Ministerstwa Kultury i Sztuki pod przewodnictwem Aleksandra Bardiniego. Zajęła I miejsce w konkursie piosenkarskim zorganizowanym przez Polskie Radio i Klub Studencki Żak w Gdańsku, a także wielokrotnie zajmowała pierwsze miejsce w Radiowych Giełdach Piosenki. Dokonała nagrań fonograficznych dla Polskich Nagrań i wytwórni Pronit. Współpracowała z radiowym Podwieczorkiem przy mikrofonie, a także z orkiestrami pod dyrekcją Piotra Figla oraz Edwarda Czernego. Występowała również za granicą w tym w Belgii, Czechosłowacji, Francji, Kanadzie, Luksemburgu, USA i Węgrzech.
Jej mężem był Zbigniew Adrjański.

## Dyskografia
- Romanse cygańskie (Pronit; 1972)[3]
- Na cygańską nutę (Polskie Nagrania Muza; 1978)[4]